# Orchestre à plectre

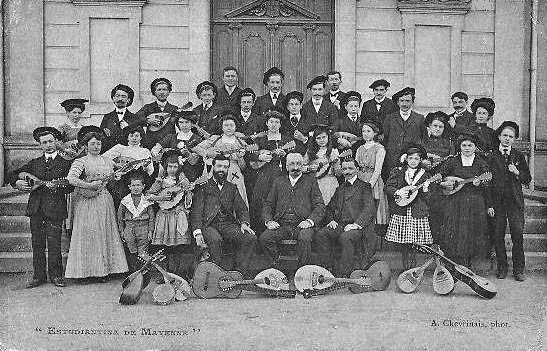
L "Estudiantina" de Mayenne, France vers 1900 à l’âge d’or de la mandoline.

Un orchestre à plectre est un ensemble composé principalement d'instruments à cordes pincées de la famille des mandolines, parfois complété par des guitares, par des instruments à vent de la famille des bois, par des contrebasses et des percussions.

## Composition

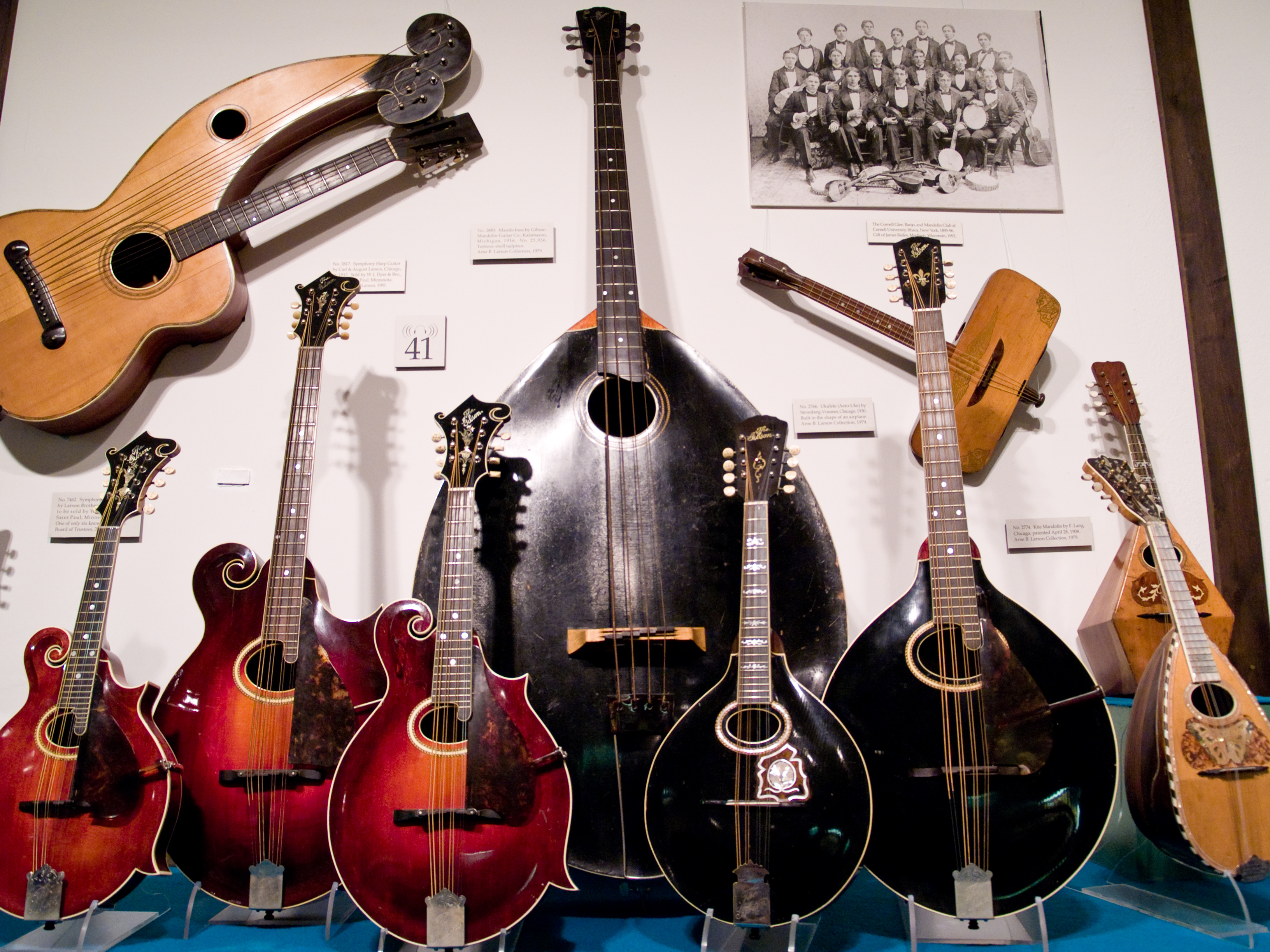
Instruments de la famille des mandolines Gibson.

Un orchestre à plectre — on devrait sans doute écrire « à plectres », car il y en a un par instrumentiste, mais ce n'est pas l'usage — parfois nommé orchestre de mandolines ou estudiantina est un ensemble d'instruments à cordes pincées dont la structure est similaire à celle d’un orchestre symphonique. Les pupitres de premières et deuxièmes mandolines correspondent à ceux de premiers et deuxièmes violons, le pupitre de mandole à celui d'altos, et les guitares classiques jouées avec les doigts sans plectre assurent l’accompagnement ou remplacent la harpe.
Les orchestres à plectre comprennent au minimum ces 4 pupitres, souvent en outre un ou plusieurs mandoloncelle instrument dont l’accord est celui du violoncelle, plus rarement un « mandolone » équivalent à la contrebasse.
Contrebasse, guitare basse, percussions et instruments à vent, flûtes, hautbois, clarinettes parfois présents enrichissent la palette sonore.
Les orchestres à plectre sont des ensembles d’amateurs, certains d’entre eux complétés et encadrés par des musiciens professionnels et des enseignants.

## Histoire
Michael Praetorius dans Syntagma Musicum de 1619 décrit un Lautenchor, composé de luth, théorbe, clavecin, épinette et d’une basse de viole accompagnant un motet produisant un effet magnifique. Ces ensembles de la Renaissance et du début de la période baroque peuvent être considérés comme de lointains ancêtres des orchestres à plectre.

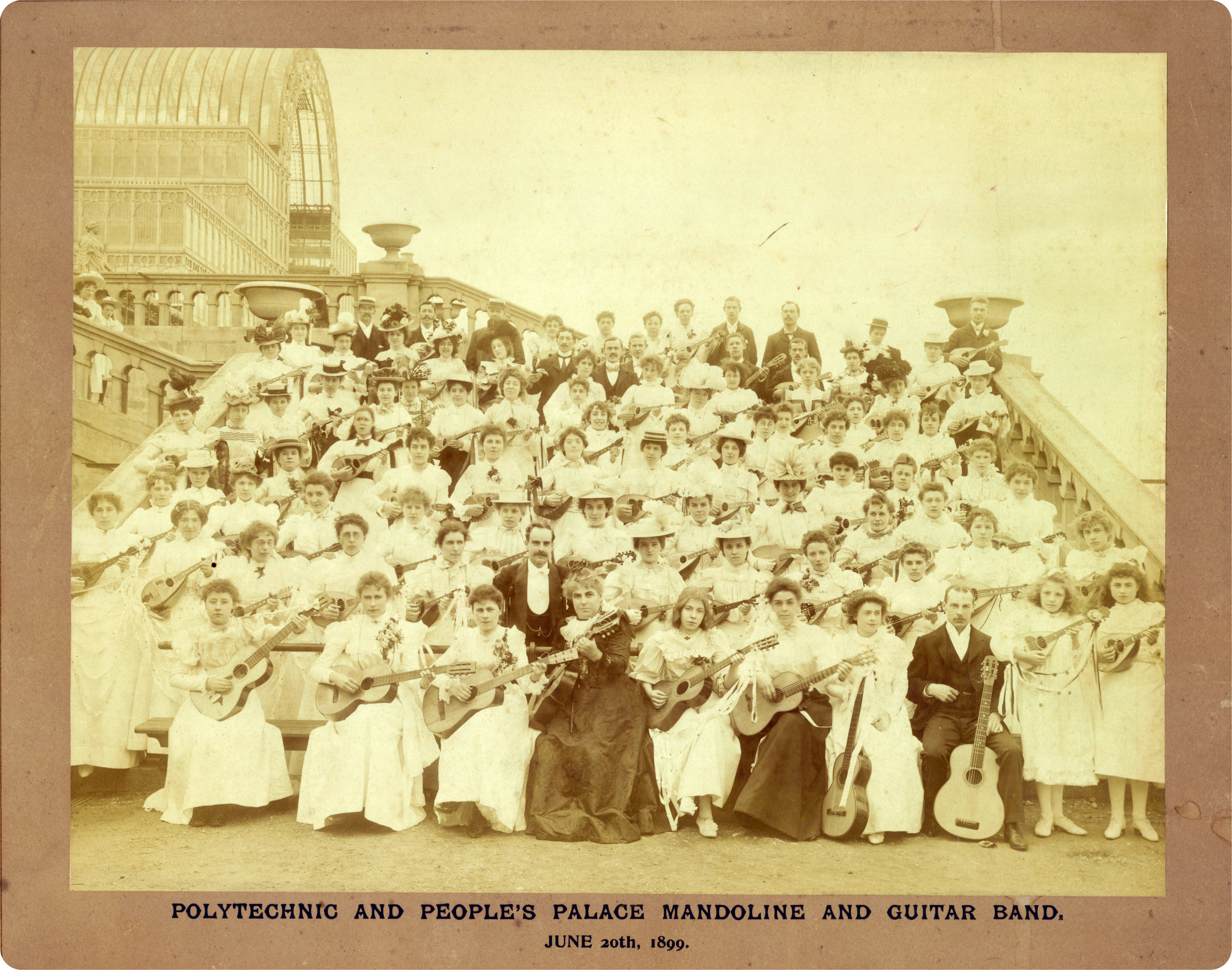
Orchestre de mandolines Crystal Palace, 1899.

Ceux-ci sont apparus à la fin du XIXe siècle et ont connu une très grande vogue autour de 1900 en Europe, en Amérique et au Japon.
Ils ont décliné à partir des années 1920 concurrencés par le jazz et l’accordéon.
Les orchestres à plectre actifs sont encore nombreux au Japon et en Allemagne où il en existe dans la plupart des villes. Ces orchestres allemands sont regroupés dans une importante fédération qui œuvre pour la promotion de la musique d’instruments à plectre et de la guitare. Cet organisme publie le mensuel Auftakt (le prélude en allemand).
En France, les ensembles beaucoup moins nombreux sont présents principalement dans les régions de l’Est et du Sud.

## Répertoire
Le répertoire considérable des années 1880 à 1930 comprenait un grand nombre de pièces de musique récréative très appréciée à cette époque (danses, mélodies accrocheuses, airs d’opérettes), la plupart plutôt faciles d’exécution et aussi des adaptations d’œuvres de grands compositeurs classiques.
Ces œuvres, pour une grande partie, n’ont pas été conservées.
Le répertoire actuel des orchestres à plectre conserve une part des traditions de l’âge d’or de la mandoline mais s’ouvre à des styles plus variés, musique de films, musiques actuelles en rapport avec l’évolution des goûts du public.
Des œuvres plus exigeantes sont également proposées : arrangements de compositions pour orchestre symphonique, pour quatuor à cordes ou créations contemporaines.